# Augusto Piccini

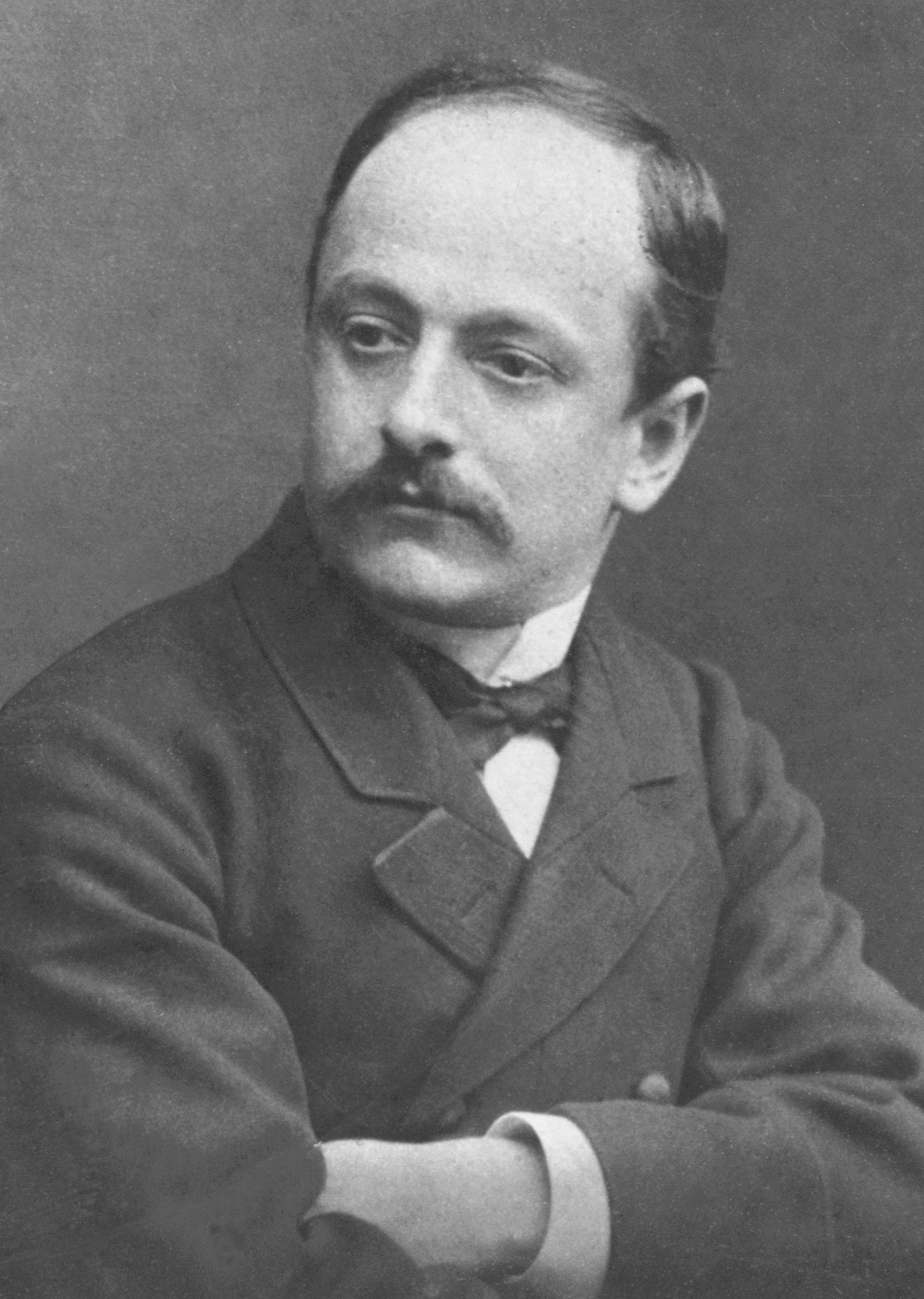
Augusto Piccini

Augusto Piccini (* 8. Mai 1854 in San Miniato; † 15. April 1905 in Florenz) war ein italienischer Chemiker.

## Leben und Werk
Er wurde 1854 in als Sohn des Präsidenten des örtlichen Gerichtshofs Francesco Piccini und dessen Frau Elisabetta Boninsegni geboren. Piccini hatte zwei Brüder, Giulio (1849–1915), Journalist und Autor von Kriminalgeschichten, und Giovanni (1851–1903), Rechtsanwalt und seit 1900 Abgeordneter in der Camera dei deputati des Königreichs Italien.
Piccini besuchte ab 1872 einen Kurs in Pharmazie am Istituto di Studi Superiori di Firenze und studierte danach Chemie an der Königlichen Universität Padua, das er 1876 abschloss. Stanislao Cannizzaro berief ihn 1880 mit 26 Jahren als Assistenten an seinen Lehrstuhl für allgemeine Chemie in Rom, wo er Kollege von Giacomo Luigi Ciamician war. 1885 wurde Piccini Professor für allgemeine Chemie an der Universität Catania. Zwei Jahre später unterrichtete er an der Schule für angewandte Ingenieurwissenschaften in Rom. Schließlich zog er 1892 nach Florenz, wo er am Istituto di Studi Superiori di Firenze zum Professor für pharmazeutische und toxikologische Chemie berufen wurde.
Piccini war ein früher Verfechter der Mendelejewschen Ideen, der zur Verbreitung des Periodensystems in Italien einen wesentlichen Beitrag lieferte. Eine Sammlung der wissenschaftlichen Korrespondenz von der Zeit zwischen 1901 und 1905, die seine Studien und den Informationsaustausch mit den Gelehrten seiner Zeit belegt, befindet sich in der Bibliothek des Museo Galileo. Unter den Briefen in Italienisch, Englisch, Deutsch und Französisch befindet sich unter anderem ein an Piccini gerichteter autographen Brief von Mendelejew vom 22. Januar 1903.